# Claude Cohen-Tannoudji
Pour les articles homonymes, voir Cohen et Cohen-Tannoudji.

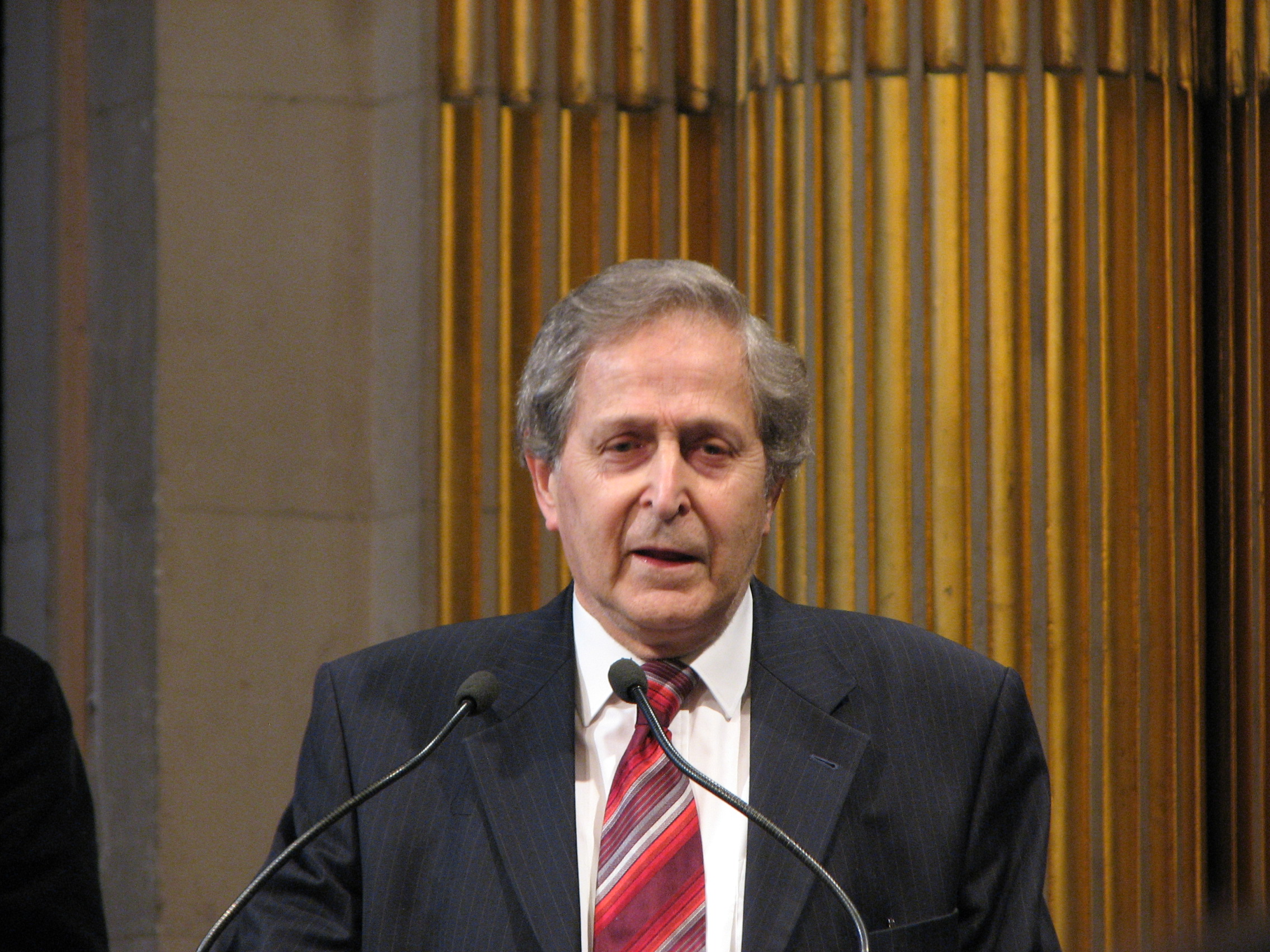
Claude Cohen-Tannoudji lors de la soirée « Paris de la Recherche » en 2009.

Claude Cohen-Tannoudji [kɔɛn tanudʒi] est un physicien français né 1er avril 1933 à Constantine en Algérie. Le prix Nobel de physique 1997 lui est décerné, ainsi qu'à Steven Chu et William D. Phillips, pour leurs recherches sur le refroidissement et le confinement d'atomes par laser.

## Biographie
Claude Cohen Tannoudji, né de parents juifs sépharades, se présente en ces termes : « Je suis né le 1er avril 1933 à Constantine en Algérie, qui faisait alors partie de la France. Ma famille, originaire de Tanger, s'était installée en Tunisie puis en Algérie au XVIe siècle, après avoir fui l'inquisition en Espagne. De fait, notre nom, Cohen-Tannoudji, signifie simplement famille Cohen de Tanger. »
L'essai historique, rédigé par son neveu Denis Cohen-Tannoudji, Les Enfants d'Yishmaël apporte un éclairage plus approfondi sur les origines familiales de Claude Cohen-Tannoudji. Il poursuit ses études au lycée Bugeaud d'Alger. Il est reçu à l'École normale supérieure (Ulm) en 1953 et passe l'agrégation de sciences physiques en 1957.
Claude Cohen-Tannoudji travaille au Laboratoire Kastler Brossel de l'École normale supérieure à Paris, où il avait été étudiant auprès d’Alfred Kastler et de Jean Brossel. En 1973, il est nommé professeur titulaire de la chaire de physique atomique et moléculaire au Collège de France où il enseigne jusqu'en 2003-2004. Il est membre du Conseil d'administration de la fondation Hugot du Collège de France de 1986 à 2000.
Il reçoit en 1996 la Médaille d'or du CNRS. Également, avec Steven Chu et William Daniel Phillips, il est colauréat du Prix Nobel de physique de 1997 « pour le développement de méthodes servant à refroidir et à confiner des atomes à l'aide de la lumière laser ».
Il est l'auteur d'ouvrages universitaires de physique quantique.
Il se marie en 1958 avec Jacqueline Veyrat ; ils auront trois enfants : Alain (1959-1993), Joëlle (1961-) et Michel (1966-).
Son frère, Gilles Cohen-Tannoudji (né en 1938), est également physicien.

## Prises de position
Humaniste, il a notamment signé, avec d'autres lauréats du Prix Nobel, un appel demandant qu'une délégation du Comité des droits de l'enfant de l'ONU rende visite à un enfant tibétain en résidence surveillée depuis 1995 en Chine, Gendhun Choekyi Nyima, reconnu comme étant le 11e panchen-lama par le 14e dalaï-lama, Tenzin Gyatso.
En 2016 il signe, avec 106 autres prix Nobel, une Lettre de soutien de Prix Nobel à l’agriculture de précision (OGM), notamment au développement du riz doré, à même de combattre les carences en vitamine A, lettre selon laquelle la campagne anti-OGM de Greenpeace pouvait être assimilée à un crime contre l'humanité.

## Formation
- 1953-1957 : élève à l'École normale supérieure.
- 1955 : licence ès sciences physiques (Faculté des sciences de Paris).
- 1956 : diplôme d'études supérieures (Faculté des sciences de Paris), sous la direction de Jean Brossel.
- 1957 : agrégation de sciences physiques.
- 1961 : élève de l'École de physique des Houches[8]
- 1962 : doctorat d'État ès sciences physiques (Faculté des sciences de Paris).

## Carrière
- 1957-1959 : Service militaire
- 1960-1964 : détaché au Centre national de la recherche scientifique comme attaché de recherche (laboratoire de physique de l'École normale supérieure)
- 1964-1967 : maître de conférences puis professeur sans chaire à la Faculté des sciences de l'université de Paris (certificat de propédeutique MPC)
- 1967-1973 : professeur titulaire à la Faculté des sciences de Paris puis université Paris-VI (certificat de maîtrise C3 de physique atomique et nucléaire)
- 1973-2004 : professeur au Collège de France (chaire de physique atomique et moléculaire)[9]
- 1990 : professeur à l'école de physique des Houches consacrée à l'optique quantique, l'optique non-linéaire et au refroidissement atomique
- 2000 : professeur invité au Conservatoire national des arts et métiers

## Distinctions scientifiques
- 1963 : Prix Paul Langevin de la Société française de physique
- 1964 : Médaille d'argent du CNRS
- 1971 : Prix Jean-Ricard de la Société française de physique
- 1979 : Thomas Young Medal and Prize de l'Institute of Physics
- 1980 : Prix Ampère de l'Académie des sciences
- 1981 : Membre de l'Académie des sciences, Paris
- 1985 :
  - Prix des Trois Physiciens
  - Fellow de l'American Physical Society
- 1991 : Prix Gay-Lussac Humboldt
- 1992 :
  - Lilienfeld Prize de l'American Physical Society
  - Membre associé étranger de l'American Academy of Arts and Sciences
  - Membre de l'Académie européenne des sciences, des arts et des lettres
- 1993 :
  - Membre de l'Academia Europaea
  - Frew Fellow de l'Australian Academy of Sciences
  - Charles Townes Award de l'Optical Society of America
- 1994 :
  - Membre associé étranger de la National Academy of Sciences (États-Unis)
  - Docteur honoris causa de l'université d'Uppsala, Suède
- 1995 : Matteucci Medal de l'Accademia Nazionale delle Scienze (Académie nationale des sciences), Rome
- 1996 :
  - Prix Harvey en sciences et technologie du Technion, Haïfa
  - Quantum Electronics Prize de la Société européenne de physique
  - Membre associé étranger de l'Académie royale des sciences, des lettres et des beaux-arts de Belgique
  - Membre associé étranger de l'Accademia dei Lincei d'Italie
- 1996 :
  - Médaille d'or du CNRS
  -  Chevalier de la Légion d'honneur Pour récompenser ses 38 ans de services civils et militaires[10]
- 1997 : 
  - Prix Nobel de physique
  -  Officier de la Légion d'honneur Promotion à titre exceptionnel à la suite de l'obtention du Prix Nobel[11]
- 1998 :
  - Docteur honoris causa de l'université hébraïque de Jérusalem
  - Honorary Doctor of Technology du Royal Institute of Technology (KTH) de Stockholm
  - Membre associé étranger de la National Academy of Sciences, Allahabad, Inde
- 1999 :
  - Honorary Fellow de l'Indian Academy of Sciences, Bangalore
  - Membre de l'Académie pontificale des sciences, Cité du Vatican
  - Docteur honoris causa de l'université Bar-Ilan, Israël
  - Membre d'honneur associé de l'Académie des sciences, belles-lettres et arts de Lyon
  - Honorary Degree of Docteur of Science de l'University of Sussex, Brighton, Grande-Bretagne
  - Docteur honoris causa de l'université libre de Bruxelles, Belgique
  - Docteur honoris causa de l'université fédérale de Pernambuco, Récife, Brésil
- 2000 :
  - Foreign fellow de l'Indian Science Academy de New Delhi, Inde
  - Docteur honoris causa de l'université de Liège, Belgique
- 2002 :
  - Professeur honoraire de l'Université de Pékin, Chine.
  - Membre honoraire de la société Indonésienne de Physique, Indonésie.
  - Membre d'Honneur de l'Optical Society of America, USA.
- 2003 :
  - Membre étranger de l'Académie brésilienne des sciences.
  - Membre étranger de l'Académie des sciences russe.
- 2004 :
  - Docteur Honoris Causa de l'Université de Tel-Aviv, Israël.
  -  Grand-croix de l'ordre national du Mérite scientifique brésilien.
  -  Commandeur de la Légion d'honneur [12]
- 2005 : Golden Medal du Conseil supérieur de la recherche scientifique, CSIC (Consejo Superior de Investigaciones Científicas), Espagne.
- 2007 :
  - Docteur Honoris Causa de l'Université municipale de Hong Kong.
  - Docteur Honoris Causa de l'Université Ben Gourion du Néguev, Israël.
- 2009 : Professeur honoraire de l'Université du Sud-Est, Nanjing, Chine.
- 2010 :
  -  Grand officier de la Légion d'honneur
  - Membre d'Honneur de l'European Physical Society.
- 2011 : 
  - Doctor of Science de l'Université de Strathclyde, Glasgow, Royaume-Uni.
  - Professeur honoraire de l'Université d'aéronautique et d'astronautique de Pékin (BUAA), Beijing, Chine.
- 2013 : Docteur Honoris Causa de l'Université de Santiago du Chili.
- 2014 :
  - Doctor Honoris Causa, Université nationale de San Martín (UNSAM), Buenos Aires, Argentine.
  - Doctor Honoris Causa, Université de Buenos Aires (UBA), Argentine.
- 2015 : Membre correspondant de l'Académie des sciences et des arts de Barcelone, (Reial Acadèmia de Ciències i Arts de Barcelona) (RACAB), Espagne.
- 2016 :
  -  Grand-croix de la Légion d'honneur[13]
  - Doctor Honoris Causa, Université fédérale de Rio de Janeiro, Brésil.

## Publications
- C. Cohen-Tannoudji, B. Diu et F. Laloë, Mécanique quantique [détail de l’édition]
- Claude Cohen-Tannoudji, Jacques Dupont-Roc et Gilbert Grynberg, Photons et atomes – Introduction à l'électrodynamique quantique [détail des éditions].
- Claude Cohen-Tannoudji, Jacques Dupont-Roc et Gilbert Grynberg, Processus d'interaction entre photons et atomes, EDP Sciences, 1996  (ISBN 2868833586 et 2222040272)
- Atomes et lumière, Entretien avec Carlo Rovelli, De Vive voix, Paris
- Claude Cohen-Tannoudji, Sous le signe de la lumière. Itinéraire d'un physicien dans un monde quantique, Odile Jacob, 2019.

### Vidéo
- [vidéo] Claude Cohen-Tannoudji, Atomes ultra-froids, application à la mesure du temps sur le site de lESPCI ParisTech. Consulté le 15 juillet 2010 (conférence)